# Jason Bourne (film)
Jason Bourne je americký akční thriller. Natočil jej režisér Paul Greengrass podle scénáře, který napsal spolu s Christopherem Rousem. Jde o pátý film ze série o Jasonu Bourneovi; je přímým pokračováním třetího filmu Bourneovo ultimátum (2007). Hlavní roli v něm ztvárnil Matt Damon a dále v něm hráli například Tommy Lee Jones, Alicia Vikander a Julia Stiles. Autory hudby k filmu jsou John Powell a David Buckley, přičemž jako v předchozích filmech série se v něm nachází také nová verze písně „Extreme Ways“ od Mobyho.

## Recenze
- Mirka Spáčilová, MF DNES  65 %[3]